# Bura, Grekland
Bura eller Boura (grekiska: Βοῦρα) var en antik grekisk stad i Achaia, vid floden Buraikos utlopp i Korintiska viken.
År 373 f.Kr. blev Bura tillsammans med det närbelägna Helike förstört i en jordbävning. Den sedan återuppbyggda staden gick år 275 f.Kr. med i det achaiska förbundet. Ruinerna av det yngre Bura finns ännu kvar. I närheten av Bura fanns en grotta helgad åt Herakles Buraikos, där orakelsvar gavs.